# بيكا فاشيبيرادزي
بيكا فاشيبيرادزي (بالأوكرانية: Бека Вачіберадзе)‏ (5 مارس 1996 بكوتايسي في جورجيا - ) هو لاعب كرة قدم أوكراني وجورجي في مركز الوسط. لعب مع ريال بيتيس بي.

## وصلات خارجية
- بيكا فاشيبيرادزي على موقع الاتحاد الأوربي (الإنجليزية)
- بيكا فاشيبيرادزي على موقع اتحاد أوكرانيا (الإنجليزية)
- بيكا فاشيبيرادزي على موقع قاعدة بيانات كرة القدم.إي يو (الإنجليزية)
- بيكا فاشيبيرادزي على موقع Soccerway.com (الإنجليزية)
- بيكا فاشيبيرادزي على موقع عالم كرة القدم.نت (الإنجليزية)